# Kasania
Kasania és un gènere monotípica d'arnes de la família Crambidae descrit per Leonid Konstantinovich Krulikovsky el 1910. Conté només una espècie, Kasania arundinalis, descrita per Eduard Friedrich Eversmann el 1842, que es troba a Polònia, Ucraïna i Rússia.
L'envergadura és de 12-14 mm. Els adults apareixen de maig a agost.